# José Gálvez Manzano

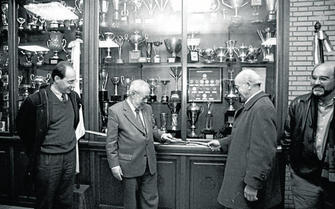
Trofeos de Pepe Gálvez donados al Polideportivo Las Américas de Huelva.

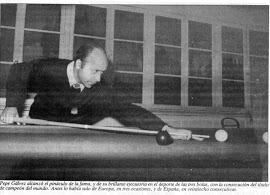
Entrenando en el Círculo Mercantil de Huelva

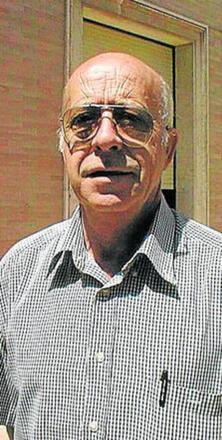
José Gálvez Manzano en 2013

José (Pepe) Gálvez Manzano (Huelva, 2 de febrero de 1930 - ibíd. 19 de octubre de 2013) fue un billarista español.

## Biografía
Conocido deportivamente en el mundo del billar de carambolas (Francés), nace en Huelva (España), en la Plaza de San Francisco el dos de febrero de 1930, en una ciudad pequeña en la que todos sus habitantes se conocían. De familia con tradición emprendedora y trabajadora, pasó su infancia y la posguerra de la guerra civil española al amparo de su madre y acompañado de sus ocho hermanos, entre el colegio y la confitería de la familia, que era el negocio familiar.
En su temprana juventud (17 y 18 años), todavía sin una vocación deportiva clara, prueba suerte como novillero, lo que realmente no le sirvió para su verdadera vocación, pues se dedicaría a un deporte poco practicado actualmente pero muy popular en aquellos tiempos: el billar.
Sus inicios en este deporte fueron a los 18 años aproximadamente, en los salones de billar de “La Cervecería Viena” (calle Concepción, actualmente oficinas del Banco de Santander) y el “Bar Los Amigos” (Avda. Portugal, ahora Banco Banesto), centros de encuentro de los deportes de salón de la época. Gracias a su rápido avance en este deporte pronto se convirtió en el jugador franquicia de esta ciudad.
A la edad de 21 años gana su primer campeonato regional de Andalucía, participando además, por primera vez, en un campeonato de España de billar, celebrado en Madrid.
Poco a poco, su billar se va perfeccionando, sobre todo en las modalidades denominadas de “juego corto”, es decir: juego libre, la banda, los cuadros y el pentatlón. A la edad de 24 años gana su primer Campeonato de España de Billar, en la modalidad “Cuadro 47/2” celebrado en Barcelona.
Tuvo una carrera deportiva, llena de éxitos, hasta su retirada.
Con 27 años gana su primer campeonato de Europa (al cuadro 71/2) en Tionwille (Francia), su figura salta al primer plano internacional en este deporte y en España se convierte en noticia deportiva por parte de la prensa Nacional.
En 1964, con 34 años de edad, llega al cénit de su carrera deportiva, convirtiéndose en Campeón del Mundo en Vigo, en la modalidad de libre. Su currículum deportivo se resume en catorce podios conseguidos en el ámbito internacional y sesenta veces campeón de España en distintas modalidades. Actualmente muchos de sus trofeos están expuestos en el polideportivo Las Américas y en su actual casa.

## Condecoración
Entre los galardones conseguidos más significativos se encuentran:
- Medalla de Oro al Mérito Deportivo.
- Medalla de Plata al Mérito Deportivo.
- Cruz de Oficial al Mérito Civil.
- Medalla de Oro de la Ciudad de Huelva.
- Socio de Honor del Real Club Recreativo de Huelva.

## Privado
Pepe Gálvez se casó en 1958 con María de los Santos Borrero matrona de Huelva, con la que tuvo tres hijos: La mayor Isabel Gálvez, José Manuel el hijo mediano y por último su hijo menor Miguel Ángel.

## Palmarés

### Campeonatos internacionales
- 56/57:  Campeón De Europa Al Cuadro 71/2
- 56/57:  Subcampeón De Europa Al Cuadro 47/2
- 62/63:  Campeón De Europa Al Cuadro 47/1
- 62/63:  3º Campeonato De Europa Al Cuadro 47/2
- 63/64:  Campeón Del Mundo A 'Libre'
- 63/64:  Campeón De Europa Al Cuadro 71/2
- 63/64:  Subcampeón Del Mundo Al Cuadro 47/2
- 68/69:  Campeón De Europa A 'Libre'
- 68/69:  3º Al Cuadro 47/2
- 70/71:  3º Campeonato De Europa Al Cuadro 71/2
- 71/72:  Campeón De Europa A 'Libre'
- 71/72:  Subcampeón De Europa De Pentalón
- 72/73:  Campeón De Europa Al Cuadro 47/1
- 72/73:  3º Al Cuadro 47/2

### Campeonatos nacionales
| Modalidad   | N.º |
| ----------- | --- |
| A La Banda  | 2   |
| Libre       | 9   |
| Cuadro 47/1 | 9   |
| Cuadro 47/2 | 19  |
| Cuadro 71/2 | 15  |
| Pentatlón   | 6   |
| Total Veces | 60  |

- Datos: Q16326123
- Multimedia: José Gálvez Manzano / Q16326123